# Схаутен, Виллем Корнелис
Ви́ллем Корне́лис Сха́утен (нидерл. Willem Cornelisz Schouten; около 1567, Хорн — 1625, Мадагаскар) — голландский мореплаватель.

## Биография

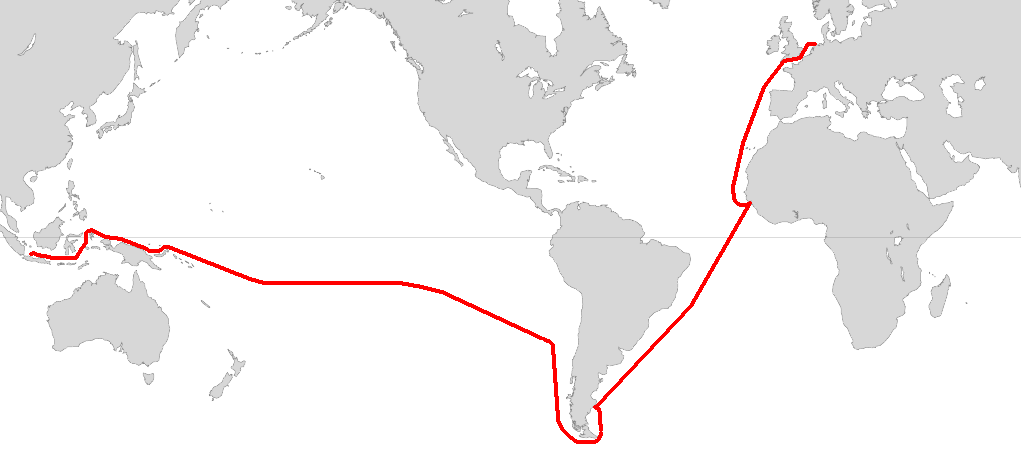
Маршрут путешествия 1615–1616 годов

Вместе с Якобом Лемером совершил кругосветное путешествие в 1615—1616 годах. Экспедицию организовал отец Якоба Лемера, купец-авантюрист Исаак ле Мэр, а профинансировали её граждане Хорна, пытавшиеся возродить экономику некогда процветавшего, а в XVII веке угасшего города. Целью экспедиции на судах «Эндрахт» (220 тн) и «Хорн» (110 тн) было нахождение нового пути к Островам пряностей — Молуккским островам — через Тихий океан, в обход монополии Голландской Ост-Индской компании, контролировавшей единственный известный проход через Магелланов пролив.
В конце мая 1615 года Схаутен и Лемер отплыли из Хорна. 7 декабря 1615 года у берегов Патагонии на «Хорне» возник пожар, полностью его уничтоживший. 25 декабря 1615 года Схаутен и Лемер открыли остров, который они назвали Землёй Штатов (ныне Эстадос), посчитав его северной оконечностью Неведомой Южной земли. Пролив между островами Эстадос и Огненная Земля сейчас называется проливом Ле-Мер. 29 января 1616 года они подошли к считавшейся тогда самой южной точке Южной Америки — мысу Горн (назван в честь родного города Схаутена — Хорн). В апреле 1616 года Схаутен и Лемер открыли несколько островов архипелага Туамоту, в мае — северную часть островов Тонга, и 25 июня достигли архипелага Бисмарка, открыв острова Новая Ирландия и Новый Ганновер. 17 сентября 1616 года экспедиция прибыла к Молуккским островам после шестнадцати с половиной месяцев плавания. Наместник Голландской Ост-Индской компании в Батавии арестовал моряков и конфисковал «Эндрахт» за нарушение монопольного патента, но после непродолжительного ареста голландцам дозволили вернуться на родину. 
В 1618 году Схаутен опубликовал в Амстердаме свой дневник наблюдений, который вскоре был переведён на другие языки.
Кроме того, известен путешествиями в водах Новой Гвинеи, Австралии и Мадагаскара.